# コバネシロチョウ亜科
コバネシロチョウ亜科（コバネシロチョウあか、Dismorphiinae）は、シロチョウ科を分類する4亜科の1つである。
トンボシロチョウ亜科の和名もある。
主に新熱帯区（南米大陸および中米）に分布する7属の約60種で構成され、そのうち1種のみが北アメリカに生息し、ヒメシロチョウ属(Leptidea）は旧北区（東アジア、北アジア、中央アジア、中東、ヨーロッパ、ユーラシア大陸、北アフリカ）地域に生息している。

## 属

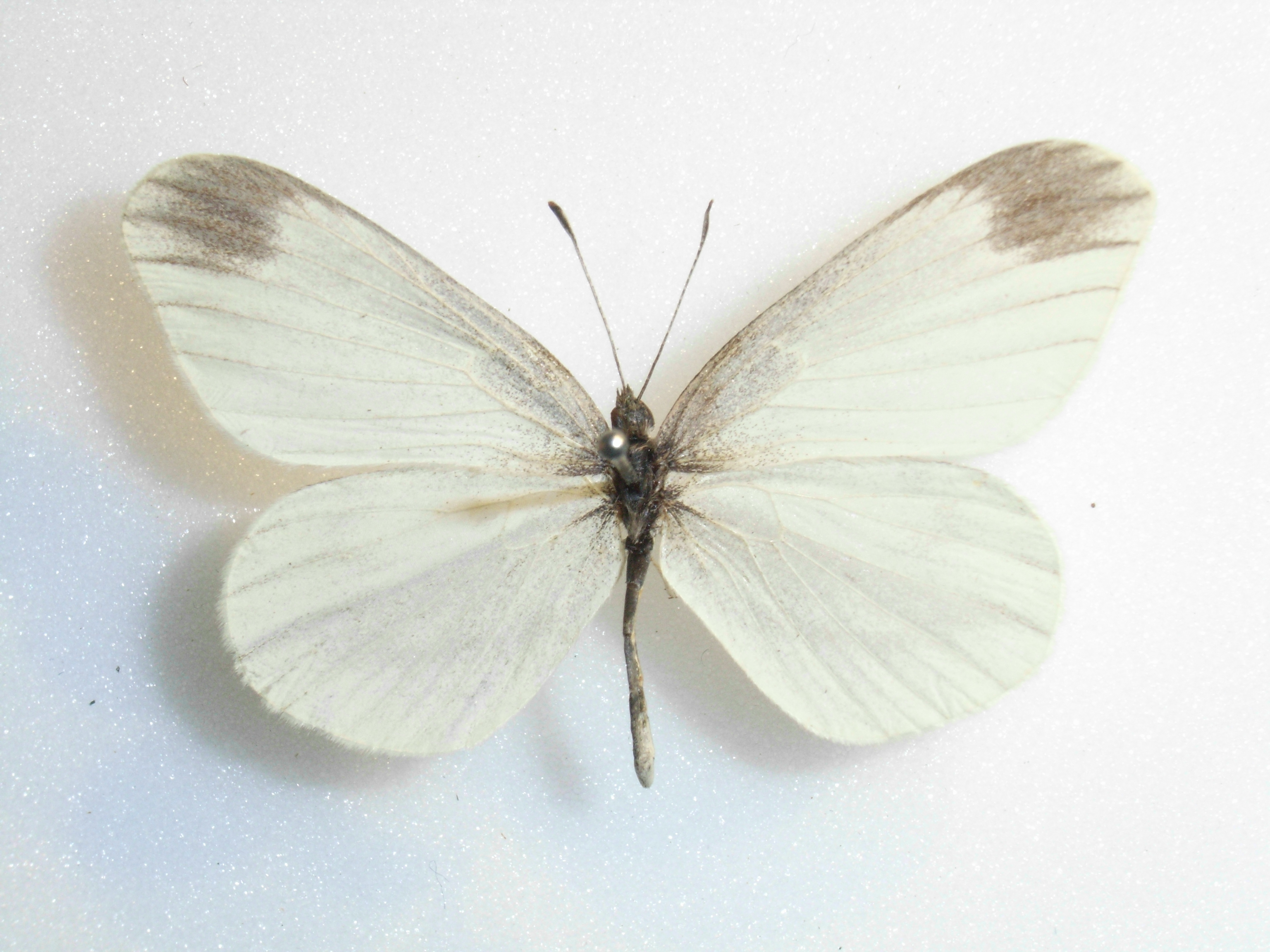
ヒメシロチョウ
(Leptidea amurensis)

コバネシロチョウ亜科は、次の7つの属で構成されている。
和名はShiraiwa 1996-2021 による。
- Dismorphia Hübner, 1816 コバネシロチョウ属（29種）[4]
- Enantia Hübner, [1819] シロコバネシロチョウ属（9種）[5]
- Lieinix Gray, 1832 トガリコバネシロチョウ属（6種）[6]
- Leptidea Billberg, 1820 ヒメシロチョウ属（12種）[7] - ヒメシロチョウ(Leptidea amurensis)、エゾヒメシロチョウ(Leptidea morsei)など
- Moschoneura Butler, 1870 キスジコバネシロチョウ属（1種）[8]
- Patia Klots, 1933 トンボシロチョウ属（3種）[9]
- Pseudopieris Godman & Salvin, [1890] シロチョウモドキ属（2種）[10]